# Fuentesaúco de Fuentidueña
Fuentesaúco de Fuentidueña es un municipio y localidad española de la provincia de Segovia, en la comunidad autónoma de Castilla y León.Cuenta con una población de 223 habitantes (INE 2024).

## Geografía

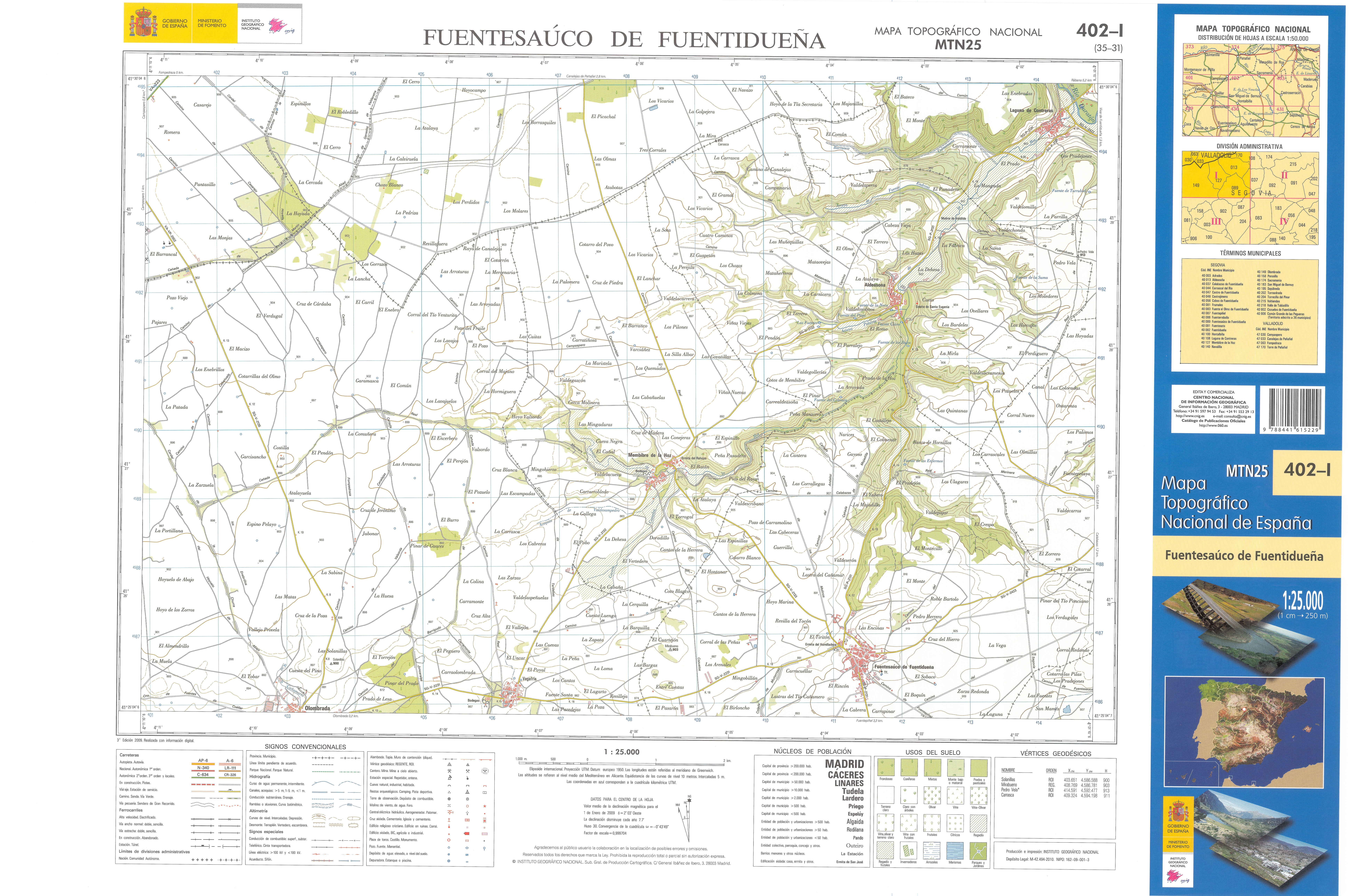
Fragmento de la hoja 402 del Mapa Topográfico Nacional de España de 2009 en el que se representa parte de Fuentesaúco de Fuentidueña

La localidad de Fuentesaúco de Fuentidueña se encuentra situada en la zona central de la península ibérica, en el extremo norte de la provincia de Segovia, y tiene una superficie de 25,85 km².
| Noroeste: Membibre de la Hoz | Norte: Aldeasoña             | Noreste: Calabazas de Fuentidueña |
| Oeste: Membibre de la Hoz    |                              | Este: Fuentepiñel                 |
| Suroeste: Vegafría           | Sur: Cozuelos de Fuentidueña | Sureste: Fuentepiñel              |

### Clima
El clima de Fuentesaúco de Fuentidueña es mediterráneo continentalizado, como consecuencia de la elevada altitud y su alejamiento de la costa, sus principales características son:
- La temperatura media anual es de 11,40 °C con una importante oscilación térmica entre el día y la noche que puede superar los 20 °C. Los inviernos son largos y fríos, con frecuentes nieblas y heladas, mientras que los veranos son cortos y calurosos, con máximas en torno a los 30 °C, pero mínimas frescas, superando ligeramente los 13 °C.
- Las precipitaciones anuales son escasas (451,60mm) pero se distribuyen de manera relativamente equilibrada a lo largo del año excepto en el verano que es la estación más seca (72,80mm). Las montañas que delimitan la meseta retienen los vientos y las lluvias, excepto por el Oeste, donde la ausencia de grandes montañas abre un pasillo al Océano Atlántico por el que penetran la mayoría de las precipitaciones que llegan a Fuentesaúco de Fuentidueña.

| Precipitaciones por estación (mm) |        |        |          |        |
| Primavera                         | Verano | Otoño  | Invierno | TOTAL  |
| 131,70                            | 72,80  | 123,10 | 124,00   | 451,60 |

En la Clasificación climática de Köppen se corresponde con un clima Csb (oceánico mediterráneo), una transición entre el Csa (mediterráneo) y el Cfb (oceánico) producto de la altitud. A diferencia del mediterráneo presenta un verano más suave, pero al contrario que en el oceánico hay una estación seca en los meses más cálidos.
| Parámetros climáticos promedio de Aldeasoña en el periodo 1966-2003                                                             | Parámetros climáticos promedio de Aldeasoña en el periodo 1966-2003 | Parámetros climáticos promedio de Aldeasoña en el periodo 1966-2003 | Parámetros climáticos promedio de Aldeasoña en el periodo 1966-2003 | Parámetros climáticos promedio de Aldeasoña en el periodo 1966-2003 | Parámetros climáticos promedio de Aldeasoña en el periodo 1966-2003 | Parámetros climáticos promedio de Aldeasoña en el periodo 1966-2003 | Parámetros climáticos promedio de Aldeasoña en el periodo 1966-2003 | Parámetros climáticos promedio de Aldeasoña en el periodo 1966-2003 | Parámetros climáticos promedio de Aldeasoña en el periodo 1966-2003 | Parámetros climáticos promedio de Aldeasoña en el periodo 1966-2003 | Parámetros climáticos promedio de Aldeasoña en el periodo 1966-2003 | Parámetros climáticos promedio de Aldeasoña en el periodo 1966-2003 | Parámetros climáticos promedio de Aldeasoña en el periodo 1966-2003 |
| Mes | Ene.                                                                | Feb.                                                                | Mar.                                                                | Abr.                                                                | May.                                                                | Jun.                                                                | Jul.                                                                | Ago.                                                                | Sep.                                                                | Oct.                                                                | Nov.                                                                | Dic.                                                                | Anual                                                               |
| --- | ------------------------------------------------------------------- | ------------------------------------------------------------------- | ------------------------------------------------------------------- | ------------------------------------------------------------------- | ------------------------------------------------------------------- | ------------------------------------------------------------------- | ------------------------------------------------------------------- | ------------------------------------------------------------------- | ------------------------------------------------------------------- | ------------------------------------------------------------------- | ------------------------------------------------------------------- | ------------------------------------------------------------------- | ------------------------------------------------------------------- |
| Precipitación total (mm) | 44.00                                                               | 39.20                                                               | 30.70                                                               | 47.60                                                               | 53.40                                                               | 33.40                                                               | 18.60                                                               | 20.80                                                               | 27.50                                                               | 46.80                                                               | 48.80                                                               | 40.90                                                               | 451.60                                                              |
| Fuente: Ministerio de Agricultura, Alimentación y Medio Ambiente. Datos de precipitación para el periodo 1966-2003 en Aldeasoña |                                                                     |                                                                     |                                                                     |                                                                     |                                                                     |                                                                     |                                                                     |                                                                     |                                                                     |                                                                     |                                                                     |                                                                     |                                                                     |

## Historia
Integrado en la Comunidad de Villa y Tierra de Fuentidueña. Hasta la reforma de la nomenclatura municipal de 1916 el municipio se llamaba simplemente Fuentesaúco. En dicha fecha su nombre fue modificado por el de Fuentesaúco de Fuentidueña.
El actual municipio de Cozuelos de Fuentidueña, se incorporó al municipio de Fuentesaúco de Fuentidueña en 1969. En 1972 Cozuelos de Fuentidueña se constituye en Entidad Local Menor, y, posteriormente, se volvió a constituir en municipio independiente en 1982.

## Demografía
Fuentesaúco de Fuentidueña cuenta con una población de 223 habitantes (INE 2024).
| Gráfica de evolución demográfica de Fuentesaúco de Fuentidueña entre 1842 y 2021 |
| |
| Población de derecho según los censos de población del INE Población de hecho según los censos de población del INEEn 1970 crece el término del municipio porque incorpora a Cozuelos de Fuentidueña En 1982 disminuye el término del municipio porque independiza a Cozuelos de Fuentidueña |

La población de Fuentesaúco de Fuentidueña ha ido experimentando un importante descenso desde hace años debido al éxodo rural, especialmente significativo fue el periodo de 1960 a 1980, en que se redujo a menos de la mitad su número de habitantes debido a la emigración hacia las grandes ciudades, especialmente Madrid y Valladolid, sin embargo, a partir de los años ochenta, este descenso se desacelera debido principalmente a la reducción del ritmo migratorio.

## Símbolos
El escudo heráldico y la bandera que representan al municipio fueron aprobados oficialmente el 03 de julio de 2002. El escudo se blasona de la siguiente manera:

«Escudo cortado y medio partido. 1.º– De plata, fuente de tres arcos con un caño en cada arco, todo en azur. 2.º– de plata, árbol saúco arrancado de plata. 3.º– de sinople, haz de tres espigas de oro. Al timbre corona real cerrada.»
Boletín Oficial de Castilla y León nº 149/2002 de 02 de agosto de 2002

La descripción textual de la bandera es la siguiente:

«Bandera rectangular de proporciones 2:3, formada por un paño blanco con una rama verde de saúco en la parte superior y a 1/3 del asta, con una franja azul ondada en su centro, del asta al batiente y de 1/5 del ancho de la bandera.»
Boletín Oficial de Castilla y León nº 149/2002 de 02 de agosto de 2002

## Administración y política
| Periodo   | Nombre                          | Partido |
| --------- | ------------------------------- | ------- |
| 1979-1983 | Miguel Díez Galindo             | UCD     |
| 1983-1987 | Félix Pajares Villar            | CDS     |
| 1987-1991 | Félix Pajares Villar            | PSOE    |
| 1991-1995 | José A. Puentes Arranz          | PP      |
| 1995-1999 | Juan Antonio Villar Pecharromán | PP      |
| 1999-2003 | Cándida Pesquera Reyes          | PP      |
| 2003-2007 | Cándida Pesquera Reyes          | PP      |
| 2007-2011 | Cándida Pesquera Reyes          | PP      |
| 2011-2015 | Cándida Pesquera Reyes          | PP      |
| 2015-2019 | María Gozalo Rodríguez          | PP      |
| 2019-2023 | Marta Isabel Rodrigo Martín     | PP      |
| 2023-act. | Javier Polo García              | PP      |

## Servicios
- Cuartel de la Guardia Civil
- Centro médico
- Escuela de primaria
- Piscina municipal

## Cultura

### Patrimonio
- Iglesia de Santo Domingo de Silos

### Fiestas
- 17 de enero, festividad de San Antón
- 2 de febrero, festividad de las Candelas
- 15 de mayo, festividad de San Isidro Labrador
- 21 de junio, festividad de la Virgen de la Olma
- 22 de junio, festividad de San Eusebio
- 20 de diciembre, festividad de Santo Domingo de Silos